# Lumen Field
Lumen Field er et stadion i Seattle i Washington, USA, der er hjemmebane for NFL-klubben Seattle Seahawks. Stadionet har plads til 67.000 tilskuere. Det blev indviet i 2002, hvor det erstattede Seahawks' gamle hjemmebane Kingdome.